# Konrad K. Schwaiger
Konrad K. Schwaiger (n. 25 aprilie 1935, Bruchsal, Baden-Württemberg, Germania – d. 11 ianuarie 2021, Weingarten (Baden), Baden-Württemberg, Germania) a fost un om politic german, membru al Parlamentului European în perioada 1999-2004 din partea Germaniei. 